# Tevita Makasini
Tevita Makasini (* 26. November 1976) ist ein Fußballschiedsrichter-Assistent aus Tonga.
Seit 2006 bestreitet Makasini internationale Spiele, zunächst als Assistent der Schiedsrichter Michael Hester und Norbert Hauata (Französisch-Polynesien). Zusammen mit Ersterem sowie dem zweiten Assistenten Jan-Hendrik Hintz leitete er ein Vorrundenspiel bei der Fußball-Weltmeisterschaft 2010 in Südafrika. Bei der U-17-Weltmeisterschaft 2013 in den Vereinigten Arabischen Emiraten kam er zusammen mit Norbert Hauata und Mark Rule zum Einsatz. Auch bei der Klub-Weltmeisterschaft 2014 in Marokko leitete er zusammen mit Hauata und dem zweiten Assistent Paul Ahupu Spiele.
Seit 2015 bildet Makasini ein Schiedsrichtergespann mit Schiedsrichter Matthew Conger und Assistent Simon Lount. Bei der U-20-Weltmeisterschaft 2015 in Neuseeland wurden sie bei zwei Partien eingesetzt. Bei den Olympischen Sommerspielen 2016 in Rio de Janeiro leiteten Conger, Lount und Makasini ebenfalls Fußballspiele. 2017 war Makasini zusammen mit Conger und Lount bei der Klub-Weltmeisterschaft 2017 in den Vereinigten Arabischen Emiraten im Einsatz. Auch bei der U-20-Weltmeisterschaft 2017 in Südkorea leiteten sie zwei Partien.
Anfang 2018 wurde Matthew Conger mit seinen Assistenten Simon Lount und Tevita Makasini als eines von 36 Schiedsrichtergespannen für die Weltmeisterschaft 2018 in Russland nominiert.